# Unsleben

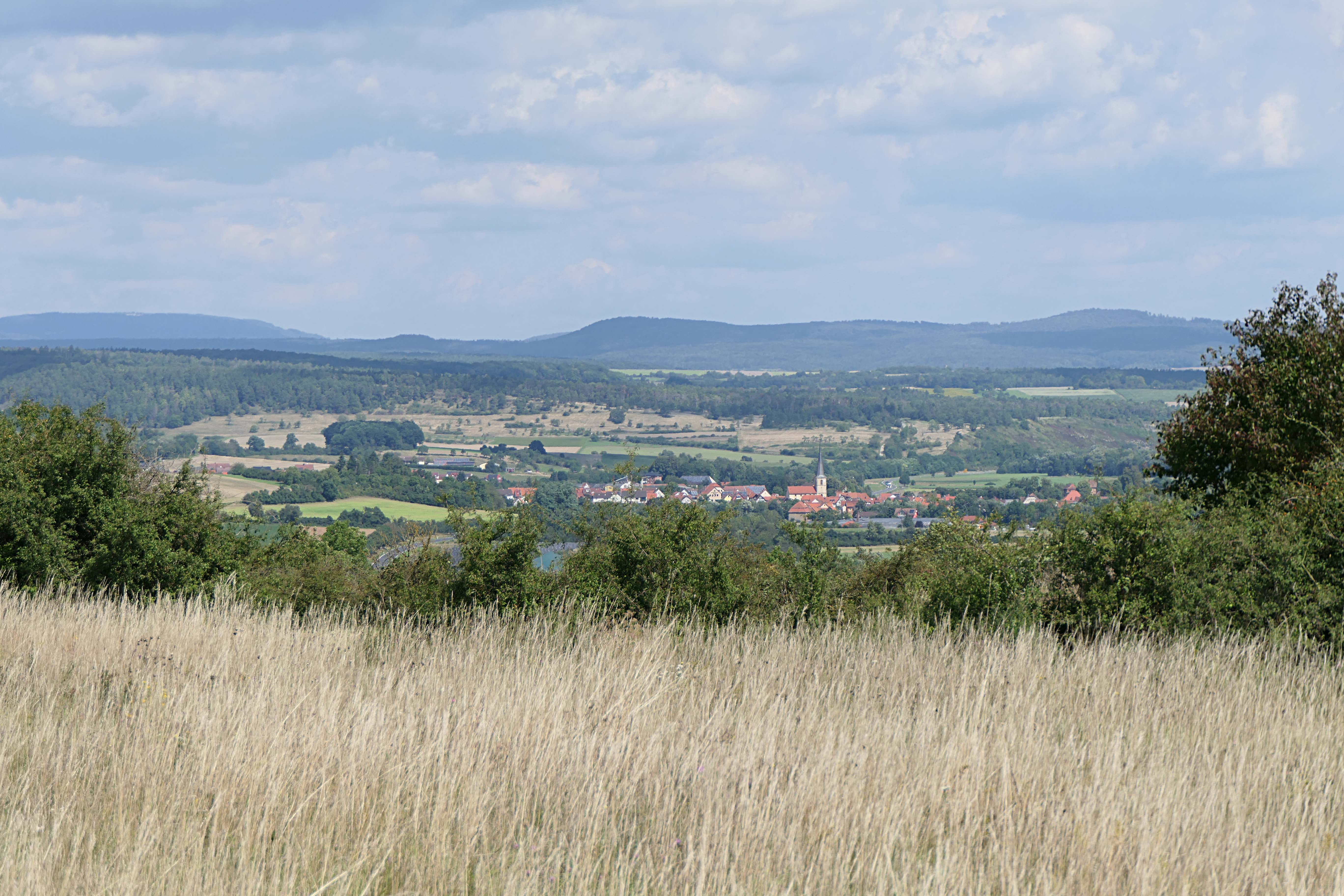
Unsleben im Streutal von Süden

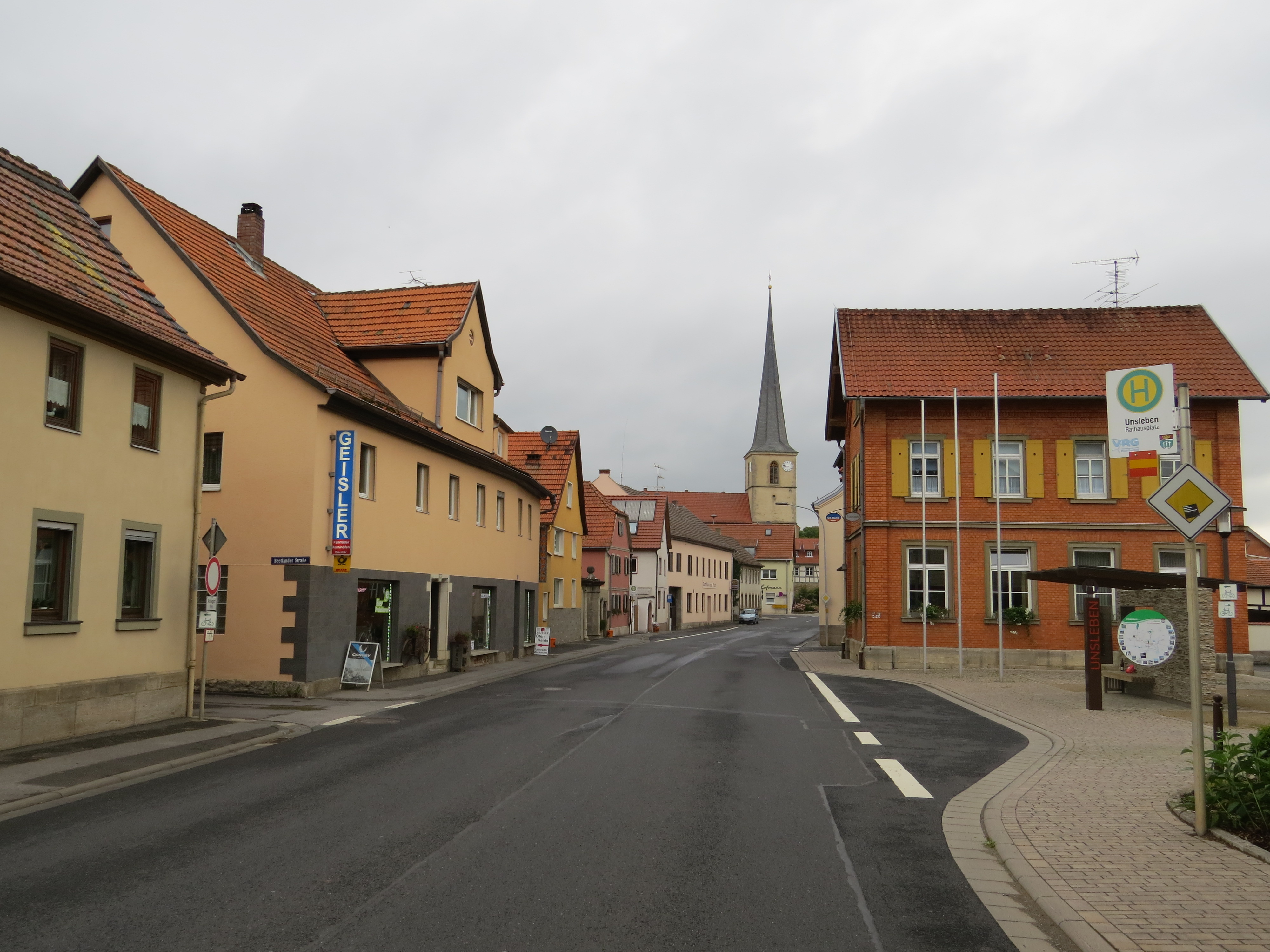
Unsleben – Hauptstraße

Unsleben ist eine Gemeinde im unterfränkischen Landkreis Rhön-Grabfeld und ein Mitglied der Verwaltungsgemeinschaft Heustreu.

## Geografie

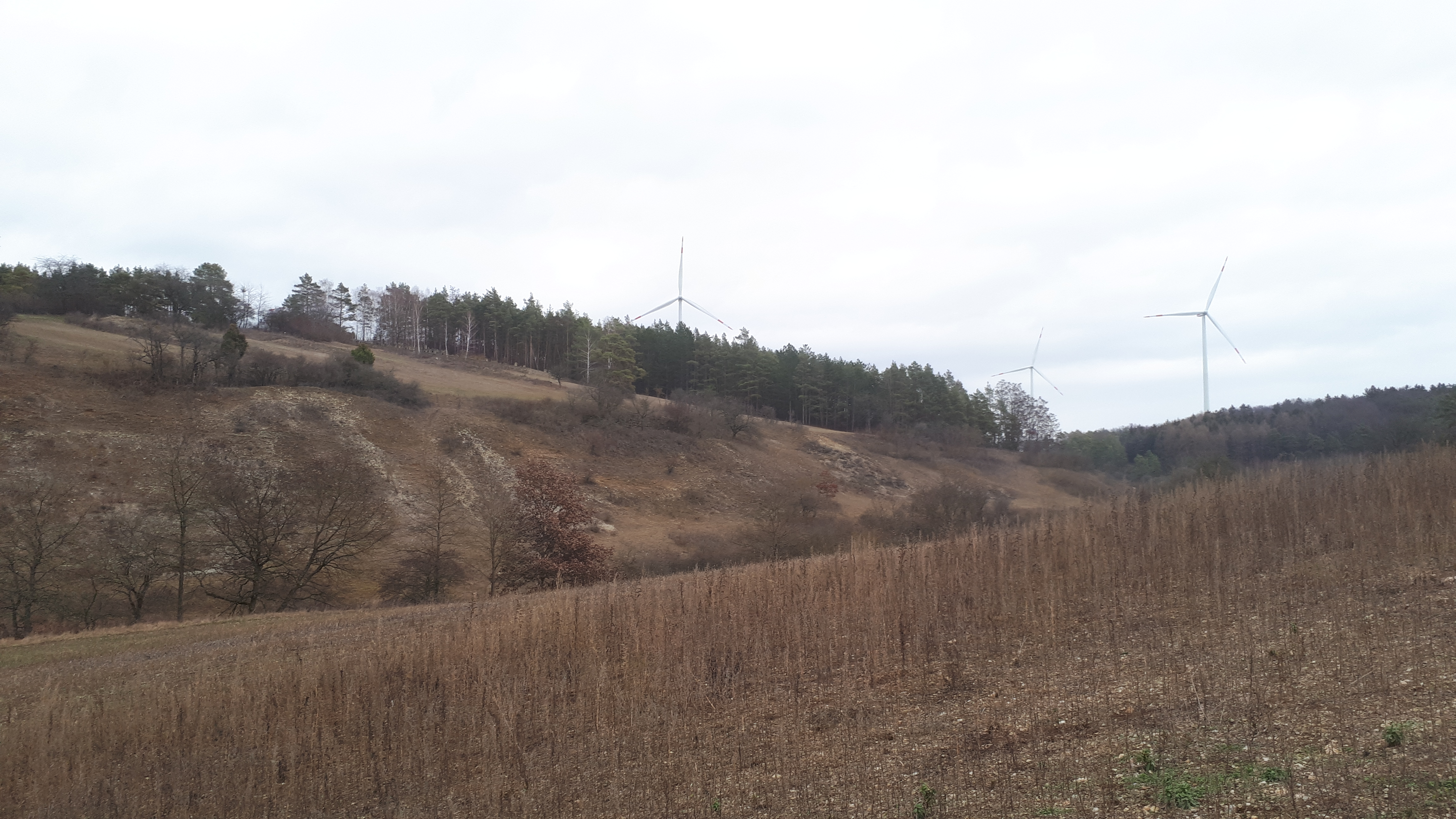
Naturschutzgebiet „Trockenhänge bei Unsleben“. In der linken Bildhälfte vor dem Waldrand der jüdische Friedhof

Unsleben liegt in der Region Main-Rhön. Es gibt nur den Gemeindeteil und die Gemarkung Unsleben. Am südöstlichen Ortsrand mündet die Els in die Streu.
Im Osten Unslebens befindet sich das Naturschutzgebiet Trockenhänge bei Unsleben.

## Geschichte
Bis zur Gemeindegründung
Unsleben wird erstmals in einer erhaltenen Urkunde, die Henricus von Usleibe 1162 unterzeichnete, erwähnt.
Der Ortsname Unsleben leitet sich von einer Person namens „Usso“ ab, dessen Erben (althochdt.: leiba=Erbe) hier wohnten (Zum Ortsnamensuffix siehe auch: -leben).
Die alte Schreibweise war Usleybe, Usleibe, Osleibe, Usleuben und noch manche andere Abwandlung. Im Jahr 1593 taucht der Name Unßleben auf; 1802 hat sich die Schreibweise Unsleben endgültig eingebürgert.
Das ehemalige Hochstift Würzburg teilte sich die Herrschaft mit den Freiherren von Habermann, bis es 1803 zugunsten Bayerns säkularisiert wurde. 1805 wurde das Gebiet mit Tirol getauscht und fiel endgültig 1814 mit den Rechten der von Habermann an Bayern. Im Zuge der Verwaltungsreformen in Bayern entstand mit dem Gemeindeedikt von 1818 die heutige Gemeinde.
Ab der Gemeindegründung
Unsleben war bis nach den Befreiungskriegen, etwa bis 1820 ein geschlossenes Dorf, zwar ohne eigentliche „Stadtmauer“, aber mit vier Toren nach den vier Windrichtungen. Schon 1404 wird in einer Urkunde das obere Tor erwähnt. Ein oberes Tor macht nur Sinn, wenn auch die anderen Tore und somit das ganze Dorfbild, wie es sich 1830 zeigt, schon bestanden haben. Das bedeutet, dass es rund 160 Wohnbauten gab, in denen durchschnittlich fünf Personen lebten und somit eine Einwohnerschaft von rund 800 Personen seit mindestens 1400 in Unsleben wohnte. Dies ergeben auch die Steuerliste um 1440 und Listen anlässlich von Erbhuldigungen im 16. und 17. Jahrhundert.
Eine Erweiterung der Nord-Süd-Achse an beiden Enden erfolgte erst um 1830 durch den Bau der „Schenke“ jenseits des Au-Tores durch Johannes Dorst und am Südende jenseits des Els-Tores durch ein Haus mit Schmiede des Joseph Schmitt (heute Hauptstr.2). Jenseits der Elsbrücke entstand ein Wohnhaus um 1868 durch den Arzt Dr. Kilian Hahn. Die Erweiterung nach Westen erfolgte erst viel später mit dem Bau der Ziegelei um 1880 und des benachbarten Bauernhofes durch Jesssenberger. Vor dem Ersten Weltkrieg gab es bereits einige weitere Häuser jenseits der „Schenke“ gegen Mittelstreu. Das Postamt wurde 1927/28 gebaut. Mit dem Turnhallenbau in den dreißiger Jahren wurden auch einige Wohnbauten in der Bahnhofstraße errichtet.

### Jüdische Familien
Während der Zeit des Nationalsozialismus wurden die im Ort ansässigen jüdischen Familien verfolgt, in die Emigration getrieben oder ermordet. Ihre Synagoge an der Ecke Schlossgasse/Kemenate wurde beim Novemberpogrom 1938 von SA-Männern geschändet. An dem Gebäude, das heute ein Haus der Bäuerin ist, erinnert eine Gedenktafel an seine frühere Funktion.

### Einwohnerentwicklung
- 1970: 1016 Einwohner
- 1987: 0871 Einwohner
- 1991: 0902 Einwohner
- 1995: 0960 Einwohner
- 2000: 0950 Einwohner
- 2005: 0960 Einwohner
- 2010: 0918 Einwohner
- 2015: 0939 Einwohner

Im Zeitraum 1988 bis 2018 stieg die Einwohnerzahl von 850 auf 924 um 74 Einwohner bzw. um 8,7 %. 2003 hatte die Gemeinde 981 Einwohner.
Quelle: BayLfStat

## Politik
Zur Gemeinderatswahl 2020 trat ausschließlich die Liste „Bürgerforum und Unslebener Bürger“ an, die bei einer Wahlbeteiligung von 64,20 % alle acht Sitze erhielt. Erster Bürgermeister ist Michael Gottwald (Bürgerforum). Dieser wurde 2008 mit 85,5 % der Stimmen zum Nachfolger von Elisabeth Machon gewählt.

## Wappen
|                                                                                       | Blasonierung: „In Grün über gesenktem, nach oben gebogenem und von Rot und Silber geschachtem Balken ein silbernes Schloss mit roten Dächern.“ |
| Die Gemeinde führt ihr Wappen seit 1980. Es wurde vom Grafiker Ossi Krapf geschaffen. | |

## Kultur und Sehenswürdigkeiten

### Bauwerke

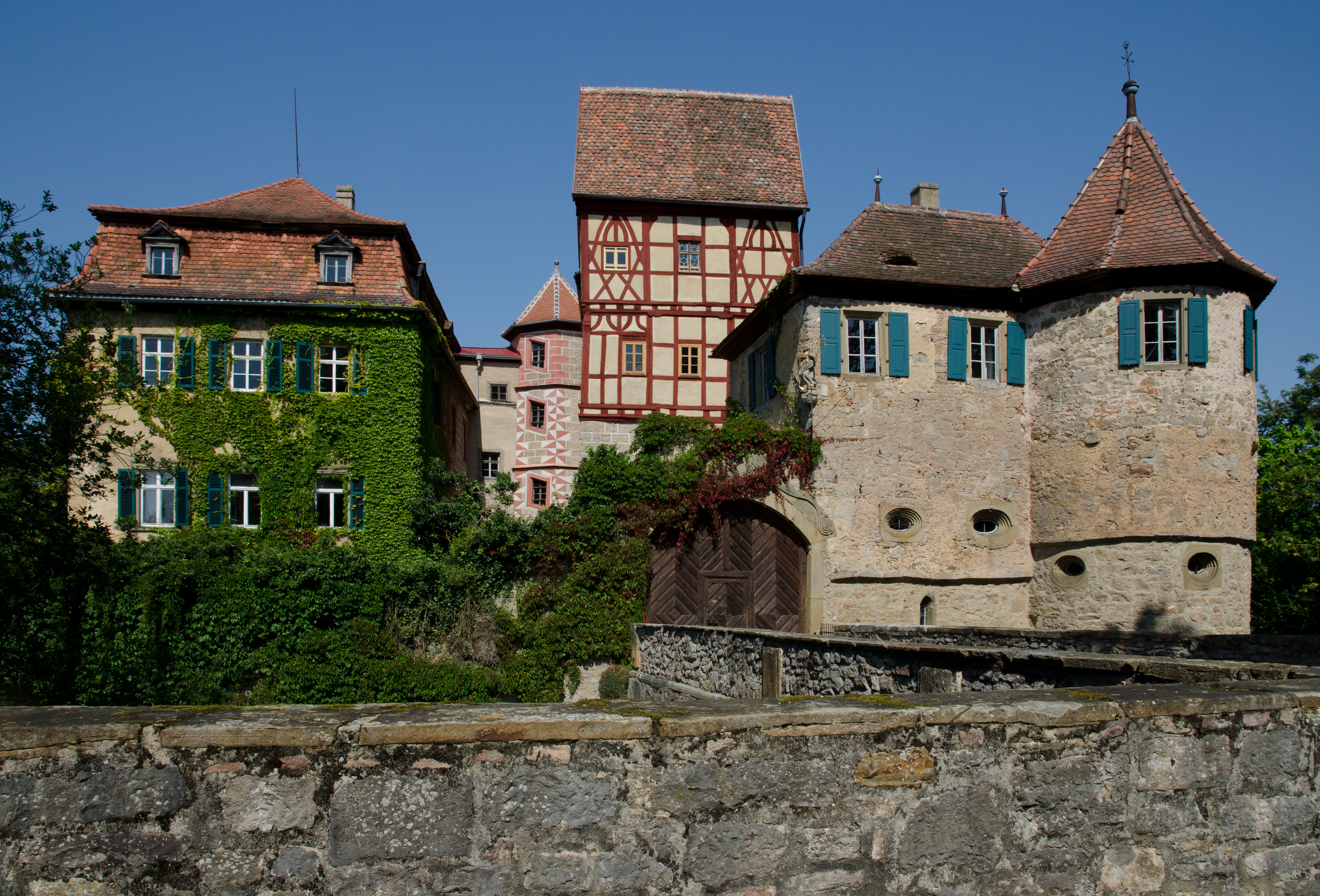
Wasserschloss Unsleben

Eine Sehenswürdigkeit ist das Wasserschloss Unsleben. Das Schloss ist bewohnt, einige Räume werden als Ferienwohnungen und für Hochzeitsfeiern vermietet.

## Wirtschaft und Infrastruktur

### Wirtschaft einschließlich Landwirtschaft
Zum Stichtag 30. Juni 2010 waren gemäß der amtlichen Statistik 315 Personen in Unsleben sozialversicherungspflichtig beschäftigt, davon 139 im produzierenden Gewerbe, 111 im Handel, Verkehr oder Gastgewerbe sowie 37 bei öffentlichen und privaten Dienstleistern.
Der größte Betrieb am Ort ist die Nordbayerische Holzindustrie GmbH, ein Betrieb zur Herstellung von Furnieren mit einer Fläche von 35.000 Quadratmetern, die auch das Ortsbild prägt. Sie wurde 1862 von Valentin Hahn gegründet und hatte bis 2013 90 Mitarbeiter. Im Mai 2015 meldete die Nordbayerische Holzindustrie GmbH Insolvenz an.

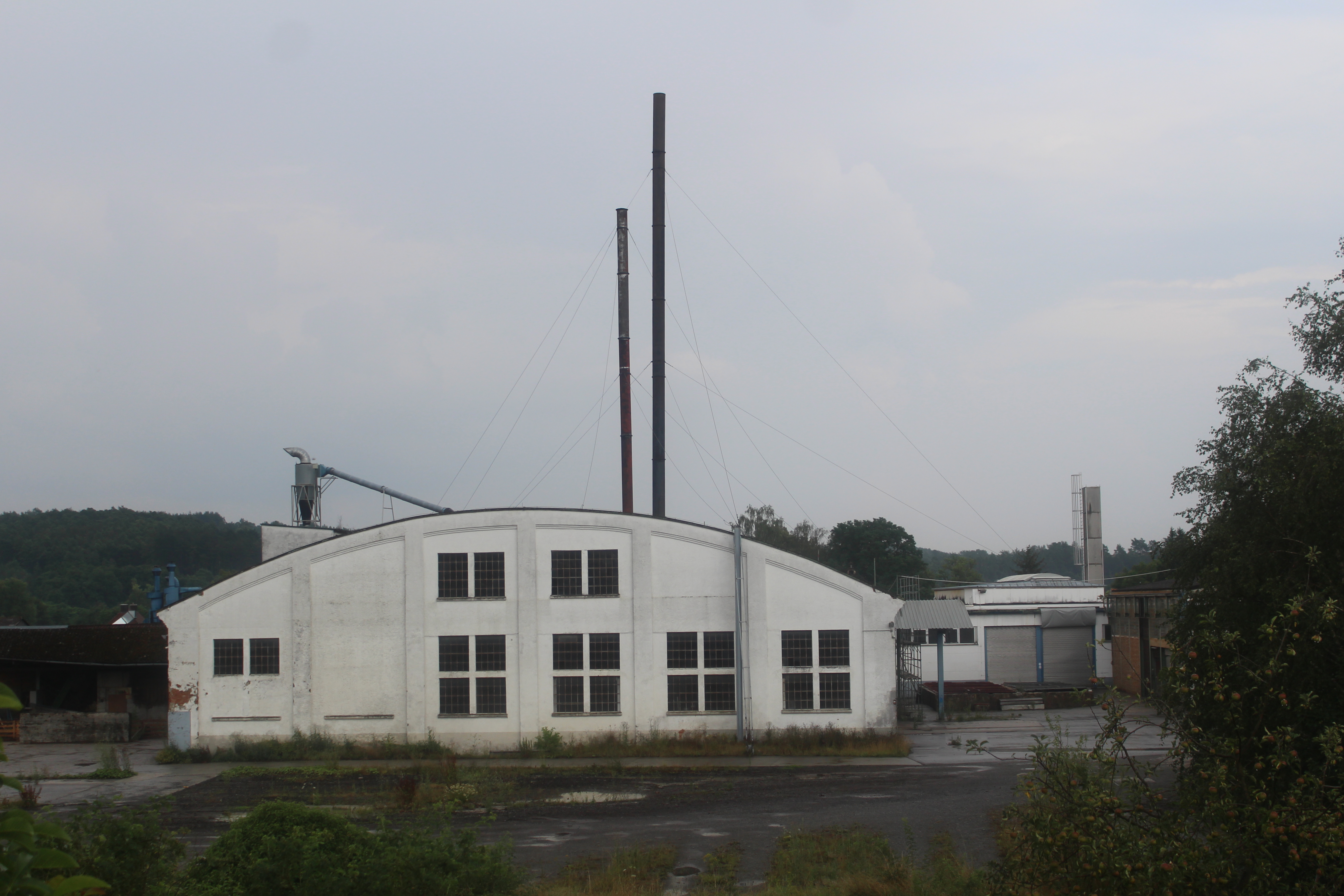
Werk der Nordbayerischen Holzindustrie GmbH im Juli 2016

Im Jahre 2010 existierten zwölf landwirtschaftliche Betriebe mit einer landwirtschaftlich genutzten Fläche von 628 ha, davon waren 549 ha Ackerfläche. Korn wurde gemahlen in den zwei Mühlen am Ort, darunter die Schlossmühle.

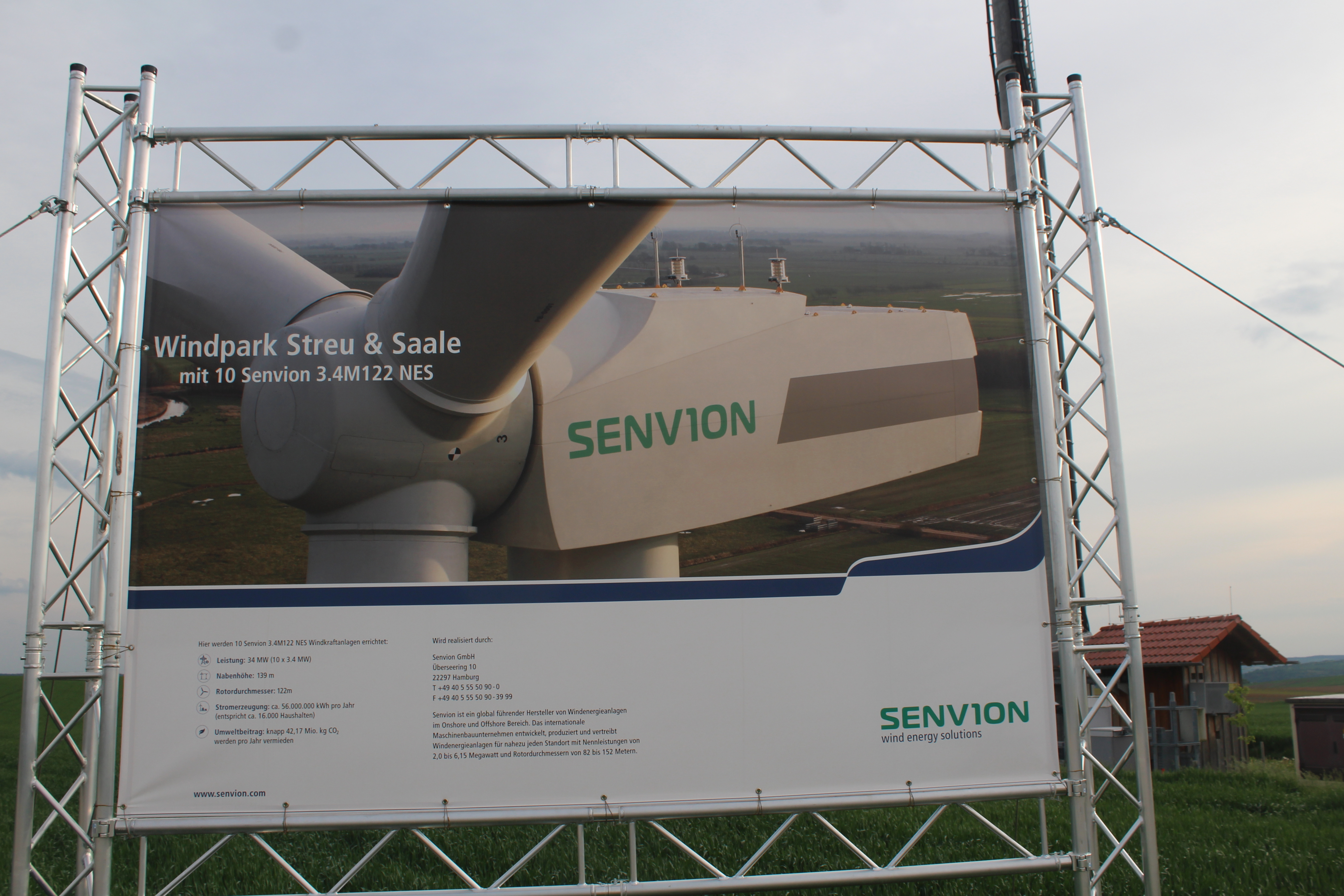
Informationstafel Windpark Streu und Saale

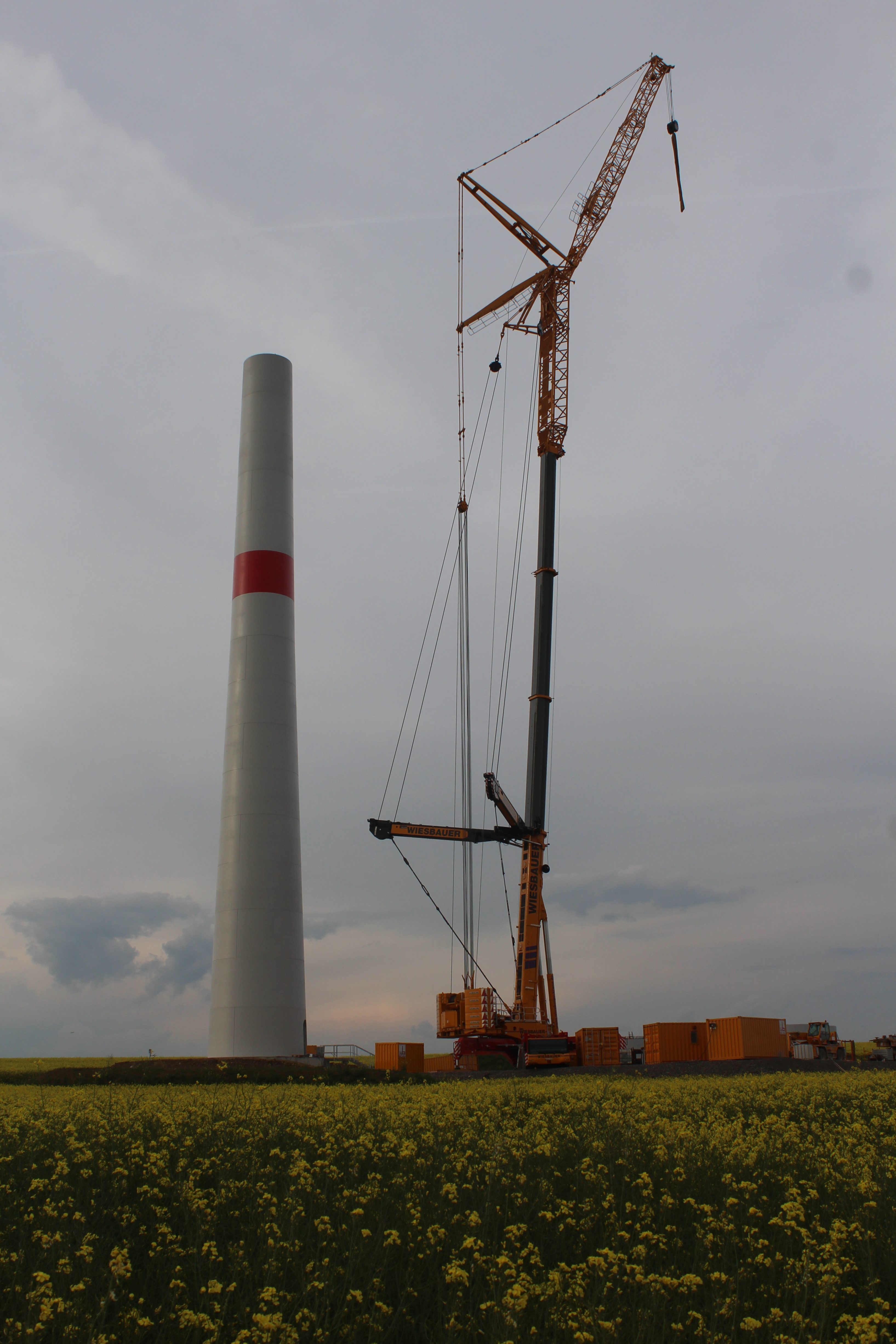
WEA 15_UNS im Bau

Östlich von Unsleben ist der Windpark Streu & Saale der SILA Fünf GmbH & Co. KG in Bau. Er soll im Endausbau 10 Windenergieanlagen des Typs Senvion 3.4M122 mit einer Nabenhöhe von 139 Metern, 122 Meter Rotordurchmesser und 3,4 Megawatt Nennleistung besitzen. Die Jahresenergieproduktion dieses Windparks soll laut Informationstafel an der Baustelle ca. 56 Millionen kWh betragen, was einer Standortqualität von lediglich knapp 49 % entspricht. Tatsächlich genehmigt sind allerdings 10 Windenergieanlagen vom Typ Vestas V126-3.3 mit einer Nabenhöhe von 137 m, einem Rotordurchmesser von 126 m und einer Nennleistung von 3,3 MW (Bescheid vom 2. April 2015). Das aufgrund des am 28. November 2016 gestellten Antrags auf baurechtliche Genehmigung des Anlagenwechsels bereits eingeleitete Genehmigungsverfahren wurde am 13. April 2017 von der zuständigen Genehmigungsbehörde eingestellt.

### Bildung
Es gibt folgende Einrichtungen:
- einen Kindergarten mit 50 Kindergartenplätzen und eine schulvorbereitende Einrichtung (SVE) in der Herbert-Meder-Schule
- Schulen: Förderschule Herbert-Meder-Schule (privat, staatlich anerkannt, Trägerin Lebenshilfe Rhön-Grabfeld e. V.)[15] mit dem Förderschwerpunkt geistige Entwicklung mit heilpädagogischer Tagesstätte und einer Partnerklasse in der Besengauschule Bastheim. Das Gebäude der Grundschule wird seit dem 14. März 2011 nicht mehr als solches genutzt, seit dem 13. September 2012 befindet sich dort der Schülerhort Streutal.[16] Die Schüler aus Unsleben gehen in die Grundschule Hollstadt oder in die Grundschule Wollbach im Schulverband Heustreu-Hollstadt-Unsleben-Wollbach.

### Verkehr
Unsleben liegt an der Bahnstrecke Schweinfurt–Meiningen. Es verkehren Züge der Linie RE 7 (Mainfranken-Thüringen-Express) sowie RB 40 (Unterfranken-Shuttle). Nächstgelegene Bahnhöfe sind Mellrichstadt Bf und Bad Neustadt (Saale).

## Persönlichkeiten

### Söhne und Töchter der Gemeinde
- Johannes Petrus Bonfig (1730–1797), Augustiner-Pater, Musiker und Komponist
- Lazarus Adler (1810–1886), Landesrabbiner von Hessen-Nassau und Schriftsteller
- Josef Hesselbach (1931–2025), Agrarwissenschaftler und Hochschullehrer
- Wolfgang J. Fuchs (1945–2020), Sachbuchautor, freier Journalist, Comicautor, Übersetzer, Filmexperte und Comic-Forscher

### Bekannte Einwohner
- Gustav von Habermann (1818–1878), Rittergutsbesitzer und Mitglied des Deutschen Reichstags
- Brunislaus Warnke (1883–1958), Politiker des Zentrums und später der CDU
- Hugo von Habermann der Jüngere (1899–1981), Maler und Mitglied der Münchener Neuen Gruppe
- Thomas Pigor (* 1956), Kabarettist, Liedermacher, Buchautor und Komponist

Der lettische Mediziner Martin Sihle (1863–1945) verstarb in Unsleben.